# سعیدآباد (آوج)
سعیدآباد یک منطقهٔ روستایی در ایران است که در دهستان حصار ولیعصر بخش مرکزی آوج واقع در استان قزوین است و در ۲۲۰ کیلومتری شهر تهران قرار دارد.
روستای سعید آباد آوج  در فاصله ۲۰ کیلومتری شهر آبگرم (آوج)و جزو دهستان حصار ولیعصربوده و در جوار همسایگی روستاهای شورآب (آوج)، منصور (آوج)، اسدآباد (آوج)(خنداب)، حسین آباد آوج، آب‌داره (آوج)، طبل شکینو قمشلو (آوج)قرار دارد.
براساس سرشماری مرکز آمار ایران در سال ۱۳۹۵، جمعیت سعیدآباد حدود ۱۰۰۰ نفر است که بیشتر این تعداد بصورت فصلی به روستا رفت‌وآمد می کنند و دارای حدود ۱۴۰ باب منزل مسکونی است.